# Zieleskotten
Der Zieleskotten war ein Schleifkotten im Stadtteil Wald der bergischen Großstadt Solingen. Der vor 1664 erbaute Kotten wurde bei den Luftangriffen auf Solingen am 5. November 1944 zerstört. Heute befindet sich an seiner Stelle das Klärwerk Gräfrath des Bergisch-Rheinischen Wasserverbands. Lediglich das zum Kotten gehörende Fachwerkwohnhaus aus dem Jahre 1780 ist noch vorhanden und steht unter Denkmalschutz.

## Geographie
Der Zieleskotten lag südwestlich der Bausmühle am Zusammenfluss des Holzer und des Nümmener Bachs mit der Itter nahe der Hofschaft Eschbach im Norden Walds. Das noch vorhandene Wohnhaus befindet sich in einer Kurve der Kotzerter Straße, unmittelbar benachbart liegt das Klärwerk Gräfrath. Südlich befinden sich Lindersberg und Buckert, im Westen, in Höhe der Verengung der Kotzerter Straße, befindet sich Knynsbusch. Im Osten liegt der Bauskotten. Auf einer Anhöhe im Norden befindet sich Holz.

## Etymologie
Der Zieleskotten wurde wahrscheinlich von einem Schleifer oder Messermacher mit dem Namen Ziel oder Zieles erbaut, woher auch sein Name rührt.:38f.

## Geschichte
Der Zieleskotten, ein kleines eingeschossiges Fachwerkhaus, wurde sehr wahrscheinlich schon vor 1664 am Itterufer errichtet, ab der zweiten Hälfte des 17. Jahrhunderts ist seine Existenz belegt. In dem Kartenwerk Topographia Ducatus Montani von Erich Philipp Ploennies, Blatt Amt Solingen, aus dem Jahre 1715 ist der Kotten als Z. Kot. verzeichnet. Er gehörte zur Honschaft Itter innerhalb des Amtes Solingen. Die Topographische Aufnahme der Rheinlande von 1824 und die Preußische Uraufnahme von 1844 zeigen den Kotten unbeschriftet.
Der Kotten stand zu Beginn lange Zeit im Eigentum der aus dem Ittertal stammenden Schleiferfamilie Linder, erst im 19. Jahrhundert ging er in den Besitz der Familie Mutz über, weshalb er zeitweise auch Mutzkotten genannt wurde.:38f.
Nach Gründung der Mairien und späteren Bürgermeistereien Anfang des 19. Jahrhunderts gehörte der Zieleskotten zur Bürgermeisterei Wald. 1815/16 lebten 13, im Jahr 1830 16 Menschen im als Kotten oder Schleifkotten bezeichneten Zieleskotten. 1832 war der Ort Teil der Ersten Dorfhonschaft innerhalb der Bürgermeisterei Wald. Der nach der Statistik und Topographie des Regierungsbezirks Düsseldorf als Hofstadt kategorisierte Ort besaß zu dieser Zeit vier Wohnhäuser, eine Fabrikationsstätte bzw. Mühle und drei landwirtschaftliche Gebäude. Zu dieser Zeit lebten 17 Einwohner im Ort, davon fünf katholischen und zwölf evangelischen Bekenntnisses. Die Gemeinde- und Gutbezirksstatistik der Rheinprovinz führt den Ort 1871 mit drei Wohnhäusern und 18 Einwohnern auf. Im Gemeindelexikon für die Provinz Rheinland von 1888 werden für Zieleskotten drei Wohnhäuser mit 14 Einwohnern angegeben. 1895 besitzt der Ortsteil drei Wohnhäuser mit 18 Einwohnern, 1905 werden vier Wohnhäuser und 19 Einwohner angegeben.
Von 1913 bis 1916 wurde von dem Walder Industriellen Carl Friedrich Ern bei Mittelitter das Strandbad Ittertal errichtet, das während seiner Betriebszeit einen hohen Wasserverbrauch hatte, den es vor allem durch das Wasser aus dem Holzer Bach deckte. Im Jahre 1927 wurde bei Lindersberg bereits ein künstlicher Itterstausee angelegt, um die Wasserversorgung des Strandbads zu sichern. Doch weiterhin wurde viel Wasser benötigt, das man dem nahen Zieleskotten entziehen wollte. Mit der Erbengemeinschaft, die 1929 den Zieleskotten gemeinschaftlich besaß, einigte man sich darauf, den Kotten nicht weiter zu betreiben und ihn stattdessen in ein Wohnhaus umzuwandeln.:38f. Mit der Städtevereinigung zu Groß-Solingen im Jahre 1929 wurde der Kotten bzw. die Ortslage ein Teil Solingens. 
Der Zieleskotten wurde bei den Luftangriffen auf Solingen am 5. November 1944 zerstört und nicht wieder aufgebaut. Seit 1976 befindet sich auf dem Gelände das Klärwerk Gräfrath des Bergisch-Rheinischen Wasserverbands. Das ehemals zum Kotten gehörende Fachwerkwohnhaus mit der Adresse Kotzerter Straße 25, 25a steht seit dem 12. Juni 1987 unter Denkmalschutz.